# Vale van Bourgondië

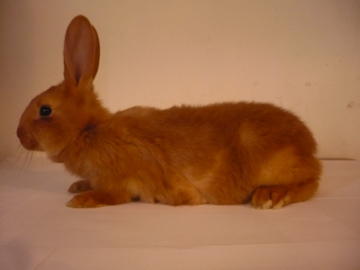
Vale van Bourgondie

De vale van Bourgondië is een konijnenras dat oorspronkelijk in België werd gefokt. 
Het ras is een echt vleeskonijn. Ideaal gewicht ongeveer 4,5 kg. De lichaamsbouw is gedrongen en massief. De dieren zijn gekenmerkt door hun stompe kop en relatief korte oren.